# Anteja (córka Tespiosa)
Anteja (gr. Ἄνθεια; trb. Anteia) – w mitologii greckiej jedna z Tespiad -  pięćdziesięciu córek herosa i króla beockiego miasta Tespies, Tespiosa i jego żony, Megamede, córki Arneusa. Osiemnastoletni Herakles przybył, aby zabić lwa z Kitajronu, który siał spustoszenie w stadach owiec jej ojca. Król obawiając się, że córki znajdą sobie nieodpowiednich mężów, postanowił, że każda będzie miała dziecko z Heraklesem. Jedynie jedna córka - Anteja, nie chciała pójść w objęcia Heraklesa. Pozostała do śmierci dziewicą i jego kapłanką w sanktuarium w Tespiach. Od tamtej pory od każdej tamtejszej kapłanki wymagano cnoty czystości.
W mitologii greckiej występuje kilka postaci o imieniu Anteja.